# Mladen Vasary
Mladen Vasary (Lendava, 9. svibnja 1954. – Zagreb, 21. studenoga 2022.) bio je hrvatski kazališni, televizijski i filmski glumac. Filmska publika pamti ga po glumačkim ostvarenjima u seriji Putovanje u Vučjak, filmovima Seljačka buna i Horvatov izbor, a u povijesti hrvatske kinematografije bit će upamćen po glavnoj ulozi u dječjem filmu Družba Pere Kvržice.

## Životopis
Nakon završene gimnazije, Mladen Vasary je studirao i 1976. godine diplomirao na Akademiji dramske umjetnosti u Zagrebu. Od 1988. do 1990. kao stipendist vlade SFRJ Vasary boravi u Parizu, gdje na Međunarodnoj kazališnoj školi Jacquesa Lecoqa (fr. École internationale de théâtre Jacques Lecoq) usavršava glumu i diplomira scenski pokret.
Glumio je u poznatim kazalištima u Zagrebu (Teatar &TD, Gradsko dramsko kazalište Gavella, Malo kazalište Trešnja, Zagrebačko gradsko kazalište Komedija), Karlovcu (Gradsko kazalište Zorin dom) te u dramskim predstavama na Dubrovačkim ljetnim igrama i Splitskom ljetu. Boraveći u inozemstvu, nastupao je s mnogim francuskim, njemačkim i engleskim kazališnim družinama u Francuskoj te zemljama zapadne i istočne Europe ostvarivši mnoge zapažene uloge u djelima Williama Shakespearea, Molièrea, Miguela de Cervantesa i Aristofana. Često je glumio u predstavama Kazališta Ulysses, nastupao u radijskim dramama, a rado je sudjelovao i u sinkronizacijama animiranih filmova.
Kao vrstan kazališni znalac, glumac, koreograf i pedagog surađivao je s umjetničkim akademijama u Sarajevu i Tuzli, kazalištem József Katona u Budimpešti, Međunarodnim vizualnim teatrom  u Parizu (fr. IVT – International Visual Theatre), umjetničkom školom Stadia u Helsinkiju te bio predavač i profesor na Kalifornijskom institutu za umjetnost (engl. California Institute of the Arts, skraćeno CalArts) i Kalifornijskom sveučilištu u Los Angelesu, Akademiji dramske umjetnosti u Zagrebu i preddiplomskom studiju Gluma i mediji Sveučilišta u Rijeci.

## Nagrade i priznanja
- 2016. – Nagrada hrvatskog glumišta za sporednu ulogu u drami Malo morgen kazališta Knap[2]

## Filmografija

### Televizijske uloge
- "Jugoslavenske tajne službe" kao Krunoslav Draganović (2012.)
- "Putovanje u Vučjak" kao Runac (1986.)
- "Zamke" kao Istražitelj OZN-e (1983.)
- "Nepokoreni grad" kao Božo (1982.)
- "Anno domini 1573" kao Petrov glas (1979.)
- "Nikola Tesla" (1977.)

### Filmske uloge
- "Lea i Darija" kao Pathe snimatelj (2011.)
- "Kradljivac uspomena" (2007.)
- "Papa mora umrijeti" kao novinar br. 3 (1991.)
- "Rosencratz i Guildenstern su mrtvi" kao tragičar (1990.)
- "Čarobnjakov šešir" kao Šiza i Jurko (1990.)
- "Čudesna šuma" kao Pa, Čičak Neodoljivi i gljivar (1986.)
- "Horvatov izbor" kao Runac (1985.)
- "Judita" (1980.)
- "Živi bili pa vidjeli" kao Janko Vižek (1979.)
- "Seljačka buna 1573" kao Petar (1975.)
- "Kuća" (1975.)
- "Družba Pere Kvržice" kao Pero Kvržica (1970.)

### Sinkronizacije
- "Cvrčak i Mravica" kao vrhovni nadzornik Anton (2023.)
- "Petar Zecimir: Skok u avanturu" kao gradski miš Ivica i Sir Tweedy Fantastic III (2021.)
- "Princeza Ema" kao Vincenzo Massimo Cerimonata (2019.)
- "Čudesni park" kao Janin tetak Tony (2019.)
- "Ringe Ringe Raja" kao Banzou (2018.)
- "Auti 3" kao Tex (2017.)
- "Mali šef" kao Franko Franko (2017.)
- "Mumini na Azurnoj obali" kao Marquis Mongaga i kraljevski glasnik (2016.)
- "Čuvari šume: Tajanstveni svijet" kao Nim Galuu (2013.)
- "Štrumpfovi 1, 2" kao Gargamel (2011., 2013.)
- "Vrlo zapetljana priča" kao lopov-pijanac (2010.)
- "Planet 51" kao profesor Kipple (2009.)
- "Pinokio" kao Pošteni John (2009.)
- "Izbavitelji" kao Želimir Uf (2004.)
- "Pobuna na farmi" (2004.)
- "Petar Pan" (2003.)

## Vanjske poveznice
- Mladen Vasary u internetskoj bazi filmova IMDb-u (engl.)
- Mladen-Vasary na Discogsu
- Stranica na Komedija.hr  Arhivirana inačica izvorne stranice od 24. veljače 2009. (Wayback Machine)